# Funk und Film
Funk und Film (FuFi) war eine österreichische Hörfunk- und Film-Programmzeitschrift, die nach dem Zweiten Weltkrieg durch die britische Besatzungsmacht in Wien geschaffen wurde. Die erste Ausgabe der Zeitschrift erschien am 14. Dezember 1945 und enthielt eine Anleitung zum Bau von damals raren Lautsprechern, um den Radioempfang zu verbreiten. Die Zeitschrift erschien wöchentlich. Die Zeitschrift existierte von 1945 bis 1961 (ab 1960 erschien sie unter dem Titel Funk, Film und Fernsehen).